# Coelachne auquieri
Coelachne auquieri är en gräsart som beskrevs av Ndab.. Coelachne auquieri ingår i släktet Coelachne, och familjen gräs.
Artens utbredningsområde är Rwanda. Inga underarter finns listade i Catalogue of Life.